# Anopheles nimbus
Anopheles nimbus är en tvåvingeart som beskrevs av Theobald 1902. Anopheles nimbus ingår i släktet Anopheles och familjen stickmyggor. Inga underarter finns listade i Catalogue of Life.